# Арбанаси (народ)
Арбанаси је старији назив за народ који живи на простору данашње Албаније, дијелом Црне Горе и Далмације, али и знатно шире, у сјеверозападној Грчкој, у јужној Италији, у неким мјестима Бугарске, Босне и Херцеговине... Назив је сачуван данас у неким топонимима (Арбанаси (Рудо), Арбанаси (Велико Трново), Арбанаси (Задар), Арбанаси (Чиово) и презименима (Арбанас).
Етногенезом се данас то име односи на Албанце, а глас р се често мијењао са гласом л. Страни италијански католички писци више користе л, Albaniae, а не Арбанија. По Каплану Буровићу и племе Бериша је било и Белиша. Оба облика, EPISCOPI ARBANENSES SUI ALBANENSES, наводи Ђовани Ђакомо Колети. У преднемањићком периоду се Арбанаси могу повезивати са Србима, док су у доба Немањића они већ називани овим именом. Стефан Душан је био самодржац Србљем и Грком, Блгаром и Арбанасом.. И црногорски митрополити, до новијег времена, у својим писмима спомињу Арбанасе и Арбанију, а не Албанце и Албанију. Разлог одвајања Срба (Сарба) и Арбанаса (Албанаца) је био вјерске природе. Неки католички Срби или касније покатоличавани (племе Шестани код Бара), су се временом језички пошиптарили, настојањима Млечана, римокатоличке цркве, касније и Турака (неки се и исламизирају) и постали Албанци, а православни Срби и припадници других народних група (Власи, Роми...) се развијају у српску нацију, под окриљем народне Српске православне цркве. У старија времена, данашња традиционална албанска, је споменута као ношња коју су носили Срби. Иван Јастребов је записао да је ношња Фанда тј. уопште Дукађинаца, скоро иста као ношња Маћана, Шаљана и Црногораца... уске гаће, бијеле капице... то је чисто српска одјећа из старих времена. У такву ношњу је била обучена цијела српска војска када је против побуњене Србије кренуо цар Манојло I Комнин (према свједочењу ромејског писца Joвана Кинама којег цитира Панта Срећковић). Кинам је записао: Приближивши се реци Тари, пре сунчаног заласка, византијска војска увиде безбројну множину наоружаних Срба… Одело им је било: доламе, уске гаће и беле капе… 
Гури барф је била љетна резиденција Скендербегове жене током првих година брачног живота и док је Турци још нису заузели. Испод планине на којој се у доба Ивана Јастребова налазила цитадела, лежи запуштена и у рушевинама широка плодна долина. Ту се наводно родио Александар Македонски поред Пеље на пола сата у селу Музаки. Ефенди Васа, у доба Јастребова гувернатор Либана, у вријеме Берлинског конгреса се трудио у корист Арбанаса и писао је како је Мат - Македонија и да је у сусједству Мата мјесто Пела. Циљ Васе је био доказати да је Александар Македонски био Албанац и родио се у Мату. И по Барлецију Мат је Македонија јер се срећу изрази Aemathia sev. Macedonia.
У 30. поглављу дјела О управљању царством (које се приписује цару Константину Порфирогениту), под називом Прича о провинцији Далмацији, пише: У стара времена Далмација је почињала на границама Драча, или Антибароса (Бара), и протезала се све до планина Истре, а ширила се све до реке Дунава.
Божидар Вуковић је Подгорицу и Зету смјештао у маћедонске пределе (Маћа, Мат), а и митрополит скендеријски Мардарије Ускоковић (у доба Светог Василија Острошког) се титулисао и македонским именом. Скендерија је турцизирано Александрија, као и Скадар од Алекснадар. Многи називи мјеста (градови, цркве, села, језера...) носе назив по Александару Великом (Скадар - Алекснадар, Љеш - Алесио, Љешанска нахија, Лесендро - острво на Скадарском језеру, Улцињ - Лицин, манастир Светог Александра у Орошу (иако је црква посвећен свецу истога имена), некадашња црква св Александра код села Велики Микулићи код Бара, Скендербег значи Александар-бег), Лека Дукађин носи име по Александру... У Доњој Албанији или старој Далмацији, чија је граница била код ријеке Маће, цар Диоклецијан је извео из Италије Пителе које је назвао Римљанима. Да се латинизовање овдје није примало, о томе свједочи Данијеле Фарлати говорећи да није било лако ширити латинство у грчким земљама, као међу Србима. Отуда су сјеверни крајеви Албаније (српски) лакше покатоличени него јужнији, који су били под утицајем Грка.
Могућа је повезаност имена Далмација и Мат, Маћа, Македонија. У Албанији имамо и 2 куле које носе име и по области на којима су се налазили, кула Мат и тврђава Далмација. У штампаном тому хрисовуље сабраних канона цара Јустинијана наведене су и границе Горње и Доње Албаније. Горња је била од Кројског владичанства, а доња од Љешког. Према таквом виђењу и античка имена Македонија и Далмација би била у вези. Назив Далмација је, по таквој етимологији, настао од Доња Македонија, Маћедонија, ријека Маћа, Macedonia. Дал би било доле, доња, а мациа, Македонија. Чак је и острво Хвар имало славенски назив Лесина, много вијекова, што је у могућој вези с именом Лесандро, Александар, а не шума, лес, како неки сматрају.
Из чињеница да се и Александар Велики и Скендербег приказују данас и као Грци, словенски Македонци, Албанаци и Срби (због свједочења Луцића и Гундулића) и због очуване традиције везане за Александра Великог, и код Срба и Албанаца, јасна је историјска повезаност ова два народа. Испреплетеност и народних обичаја: крвне освете, крсне славе, побратимства... као и словенизама у албанском језику, као и бројних словенских топонима и хидронима широм Албаније указују да је назив Арбанаси везан и за данашње Србе и Албанце. Вицко Змајевић је католичке Арбанасе поред Скадарског језера пресељавао код Задра, гдје су основали насеље Арбанаси. Имена и презимена прве три сеобе су углавном српска уз мању примјесу албанизама. Племе Шестани, које је остало код Скадарског језера, је временом језички албанизовано, али су се ширењем Црне Горе на тај простор, вратили на употребу српског језика. По свједочењу католика и припадника племена Шестани, Ђоке Дабовића у књизи Племе Шестани, стари Шестани су говорили да знају и нашки и арбанашки. Срби и Арбанаси су повезани ратничким обичајима у смислу да се често ради о граничарима, крајишницима, ратницима и горштацима, али постоји повезаност и самих имена: Сарбљи, Арбанаси - Албанаци. Етногенезанама су данас развијени у двије посебне нације. Да се име Срби и Арбанаси може доводити у везу, и да је старији облик био и Сарбљи, свједоче својим писањем житељи Хвара (Лесине) Петар Хекторовић и Ханибал Луцић. Луцић у пјесми У похвалу града Дубровника пише: Алежандар, ки би од Сарбљих краљ, и ки за тим вас свит доби, и зва се велики.  И Иван Гундулић у епу Осман пише: ...од Лехсандра Србљанина врх свијех цара цара славна.  Јак култ Александра Великог се види и на простору југоисточне Црне Горе и сјеверне Албаније, али и шире, у виду бројних топонима, хидронима, цркава посвећених Светом Александру... Албанолог Каплан Буровић је мишљења да су Шиптари дошли из Литваније (због бројних сличних ријечи у албанском и литаванском језику), преко Румуније, а не са Кавказа. Племић Петар Хекторовић је у врсном пјесничком дјелу Рибање и рибарско приговарање (Млетци, 1568) описао путовање са двојицом неписмених хварских рибара, Паскојем Дебељом и Николом Зетом, од Хвара до Брача и Шолте и уједно објавио први нотни запис на нашим просторима. Они су му пјевали бугарштицу о Радославу Северињанину (Северин у Румунији) и рекли су му да пјевају на сарбски начин. И наш назив за једну морску рибу јарких боја је Владика арбанашка. Владика је од народног назива за епископа, чије су богослужбене одежде такође шарених боја, а арбанашка указује на православне Сарбе-Арбанасе. Румуни Србе називају Сарби, док Албанци себе, свој језик и државу не зову албанским него шиптарским именом (Shqiptarët, gjuha shqipe, Shqipëria). Албанско је међународно име за њих. Поред Ханибала Луцића и Петра Хекторовића из 16. вијека, који Србе назива Сарбљи, и фрањевац Матија Дивковић, 1563. у књизи штампаној ћирилицом Наук Карстијански, ћирилицу назова слови Сарпскиеми. Кад је 1601. изашла историја Орбинијева, у Босни су почели излазити зборници са грбовима словенских земаља и знаменитих породица. У зборнику из фојничког католичког манастира пише да га је написао 1340. поп Станислав Рубчић, на славу Стипа Немањића цара Сарблена и Бошћнака. Стефан Првовенчани град Скадар назива поносни град Сардоник, а у сјеверној Арбанији имамо и град Сард. У писму из 1454. године као драгоман сарпски се спомиње Стијепко Калогуревић из Котора.
Симеон Пишчевић је у својој Историји српског народа из 1795. о Климентима записао да нису прави Албанци и да се од њих доста разликују, а да су Срби већина у Албанији (у коју је рачунао и Црну Гору и Брда).
Миховил Павлиновић је у Подгори 1865. године написао текст Из повјести Црногорске Арбанаске који је објављен 1866. године у црногорском годишњаку Орлић. У тексту пише да су Срби и Скипетари браћа којима су крв и језик доста измијешани, а да их веже знамен часнога крста. Једини и други знају за виле посестриме, побратимство, заједничка је изрека Крв није вода... Кастриотић се родио од Војсаве Србкиње. У поетском опису слоге, Павлиновић наводи да су Јуре и Стефан Црнојевић, па за њима и све војводе и кнезови србски и скипетарски размијенили оружје у знак побратимства. Наведено је да је готова четвртина арбанаскога језика јест словинска.
Лазар Томановић је записао да су Радичевићи из Подгорице родом из Груда, и да су многи од арбанашких племена, дошавши у Подгорицу, задржали ако не већина православље, сви бар српски језик. Хоти су недавно српски зборили. Клименти су били до 17. вијека православни, а стари људи и тада памте (крај 19. вијека) како су говорили српски и уз гусле пјевали.
Марко Миљанов је у књизи Живот и обичаји Арбанаса описао многе сличности у народним обичајима Срба и Арбанаса: побратимство, крвна освета, гостопримство, отимање за првенство, понос, јуначке пјесме, бунтовништво, одсијецање глава при ратовањима, као и набијање истих на колац, оружје има сакрални карактер, дају вјеру - бесу - ријеч (заклетва), облик живота у задругама, мегдан - двобој због повреде части... Брђанска и црногорска племена су кумовала и братимила се с арбанашким племенима, само је разлика у језику била велика. Арбанашка племена су славила крсне славе и Миљанов је навео које је племе славило коју славу. Турци су слабо успијевали да искорјене крсну славу код Арбанаса. Српске и арбанашке пјесме пјевају о истим догађајима на два језика.
Милан Шуфлај у књизи Срби и Арбанаси (њихова симбиоза у средњем вијеку) наводи арбанашког војводу Градислава. Ромејски писци у 11. вијеку по први пута спомињу Арбанасе као знатан дио војски које против Цариграда подигоше претенденти Манијак (1042) и Василак (1078). Град Круја им је био нуклеус. Латини су народ звали Arbanenses (1166), земљу Arbanum (1204, 1250), а од времена анжувинских (1271) готово искључиво Albanenses, Albania. Шуфлај сматра да је Р у имену народном старије. Шћипетар је размјерно младо име, непознато Арбанасима који су се иселили у Грчку и Италију у 14. и 15. вијеку или код Задра (18. вијек), на Чиово и другдје. Карло Топија је себе звао господин рабнски. Жупани спрског краља у дукљанском приморју били су католик Арбанас Владислав и православни жупан Радислав. Арбанашке велможе су се хтјеле ослободити рашкога краља. Кћерка Арбанаса Које Захарија, Боја, је предала Дањ Млечанима. Зета и сјеверна Албанија су по Шуфлају један биолошки facies. Мирдити (племе) су се опирали примити грегоријански календар 1570. године. Јањинска hроника настала око 1440. спомиње: ...нападне на њега Серб-албанито-булгаро-влах Вонко... У четама цара Душана при освајању Епира и Тесалије 1348, налазили су се већином Арбанаси. Млечани су трупе српског војсковође Прељуба 1350. називали Albanenses. Колонија Арбанаса код Задра настала 1723—1727, потиче из крајева старе Дукље, из мјешовите српско-арбанске зоне. Преко Вицка Змајевића, надбискупа барског и примаса Србије се вршило то исељавање, преко Бара. Добијају презимена по селима из којих долазе из околице Скадра и Бара (Шестановић, Грдовић, Пинчић, Калмета...). 1248. именује Папа Иноћентије IV надбискупа барског. Он је претеча новога система римске курије, по којем Албанија постаје операционом базом против православља на Балкану, а Бар главним упориштем против продирања српске цркве на море. Наслов надбискупа барског је од почетка 15. вијека је примас Србије. Иван Кастриот, отац Скендербегов је купио на Хиландару пирг (кулу) Светог Ђорђа за 60 флорина и од тада до данас се зове Арбанашки пирг. Католички Арбанаси династе су били везани родбинским везама с православним кнежевским обитељима Балшића, Лазаревића, Бранковића, Црнојевића... Грчки писци из доба Комнина називају Србе већином Далматинцима и Кинам и град Рас ставља у Далмацију. Према Стефану Првовјенчаном Скадар се налази у правој Далмацији, а према архиђакону Томи, Улцињ и Бар су у Superior Dalmatia. Которски градски статути 14. вијека тачно разликују сјеверније Хрвате од Словена (Sclavi), који измјешани с Власима и Арбанасима станују у близини вароши.
Ђорђе Аријанит Комниновић Големи (1383.–1462), арбанашки средњовјековни великаш је себе звао Комниновић у писму напуљском краљу. Он је био господар Коњуха (Елбасана), у крају у којем су вијековима чуване мошти Светог Јована Владимира, којег Данијеле Фарлати и његов настављач Колети називају: Vladimiri regis serblorum - Владимир краљ Срба (српски).
У једном извјештају из 1570. године пише: Бар је крај Далмације, а Улцињ почетак Албаније. Марин Бици, надбискуп барски и примас Србије у свом путопису из 1610. пише да ријека Дрим дијели Србију од Албаније. Јован Стефанов Балевић 1752. године себе именује као Братоножић-Албанац , а 1757. године назива се Албано-Црногорцем из Братоножића. Петар I Петровић Његош у књизи Кратака историја Црне Горе, Бар и Улцињ смјешта у Арбанију.
Аделина Паулина Ирби је написала да је занимљиво видјети како у овоме српско-албанскоме крају најжешће муслиманске арнаутске породице с поносом потврђују да воде поријекло од старих српских фамилија. Артур Еванс је при свом обиласку Драча записао да се увјерио да је многима у Драчу разумљив српски језик.
Албанизација се одвија и у новије вријеме. На простору Улциња, је доста случајева људи који су задржали презиме предака које завршава на ић, али су временом презимена албанизирали. Тако се од 18 свештеника Барске надбискупије 1966. године, њих 14 осјећало Албанцима, а од тих 14 - 9 су имали презимена са завршетком вић, ић (Марстјеповић, Марвулић, Перколић, Коловић, Марђокић, Маркић, Кочовић, Демировић и Бакочевић). Један од претплатника на Српско-далматински магазин био је Никола Лазара Куртовић из Дубровника,, а најпознатији од Срба Куртовића био је Јован Куртовић, богати трговац из Трста.
Руски етнограф Павле Ровински је наводио сличности Црногораца и Арбанаса, у вријеме док су сви Црногорци били Срби. Једни и други, ноћ уочи Божића проводе поред ватре положивши на њу бадњак, на покладе иду маскирани, исто празнују Ђурђевдан. Сличности су код свадбених обичаја, при уласку младе у кућу мужа дају јој мало мушко дијете које она окреће 3 пута. На исти начин се склапа кумство и побратимство, а и на албанском се каже pobratinia. Исто је давање уточишта и договор о миру (вјера-беса). Крвна освета и обред измирења. Вјерују у виле, вјештице, вукодлаке, дивове... и исто их зову, на српском. Уторак се сматра тешким даном. Лоше је први пут у прољеће зором чути кукавицу. Змија која живи у кући је њен дух покровитељ. При градњи куће треба заклати неку животињу. Постоји предање о људским жртвама. Исте су разне митске приче, о ђаволу прикованом гвозденим ланцем за стијену, како је ђаво створио вука и сл. Много је истих ријечи из свакодневног живота које су српске: zakoni, poveje - повеље, bujar - господар, великаш, domacchin, vajvoda, gjobare - глобар.. Ровински је записао да је у народном предању (пјесми) остало сјећање на протутурски поход с краја 17. или почетка 18. вијека. Поход су организовала двојица васојевићких војвода, Ђеко и Вуксан из Трешњева. Позвали су и кучког војводу Радоњу и поред осталих и краља Деду клименачку главу. Он је био главар Климента, који живе у сусједству с Кучима и Васојевићима. Ровински пише, да су тада (у доба Ровинског) били католици и да рачунају себе у Албанце и да су некада били Срби.
Иван Јастребов је поред осталих, објавио и двије хрисовуље српске краљице Јелене Анжујске и њеног сина краља Милутина у којима се наводи идентичан распоред назива: ...или је Србин или Латин или Арбанас или Влах. У истој хрисовуљи краља Милутина је споменут и Арбанас Василије од Црне Горе, са дјецом да је работник Светом Николи.
Љубомир Ковачевић је објавио повељу Ивана Кастриота манастиру Хиландару из 1426, којом је поклонио два села том манастиру. У истом чланку је писао о српско-арбанашким симбиозама. Српски владари су арбанашкој властели повјеравали државне службе. Тако је Андрија Гроп управљао Охридом и ковао новац са српским натписом, а под Душановим заставама борили су се Арбанаси заједно са Србима против Грка. Владалачке породице су се срађале. Тако је Комненија, кћи Стефана Првовјенчаног, удала се први пут за Димитрија Прогонова, а други пут за Глигорија Камону, који су по Ковачевићу били Арбанаси. Јерина, унука Душанова брата Синише, за Ђина Љешу, Оливера, унука краља Вукашина, за Рајка Монету. Јелена, кћи Ћесара Прељуба, за Ђина Спату. Војислава, сестра браће Балшића, за арбанашког господара Карла Топију. Теодора, сестра Вука Бранковића, за драчког господара Ђурђа Топију. Јерина, кћи деспота Лазара, за Скендербегова сина Ивана и обрнуто: Јерина, кћи Прогана Дукађина, за Срациира Балшића. Комита, кћи деспота Андрије Мусаћа, за Балшу Балшића. Мара, кћи кнеза Никите Топије, за Балшу Страцимировића. Гојисава, кћи Аријанита Комнена, за Ивана Црнојевића, а њена сестра Анђелина (света мајка Ангелина) за Деспота Стевана Слијпеог. Петар Скок је записао: На двору Јурја Кастриоте писало се и говорило словенски.
Константин Јиричек у Историји Срба спомиње Хана, Ровинског и друге, који су писали о племенским предањима арбанашких и српских племена о заједничким прецима тих племена.